# Danh sách cầu thủ tham dự Cúp Vàng CONCACAF 2017
12 đội tham gia phải đăng ký 23 cầu thủ; chỉ những cầu thủ được phép tham gia giải đấu.
Mỗi đội gửi lên một danh sách sơ bộ 40 người cho CONCACAF trước 2 tháng 6 năm 2017. Danh sách 23 người cuối cùng của mỗi đội tuyển quốc gia phải được gửi cho CONCACAF trước ngày 27 tháng 6 năm 2017. Có 3 cầu thủ phải là thủ môn.
Đội tuyển vào tứ kết được phép đổi tối đa 6 người ở đội hình chính thức từ 6 người ở đội hình sơ bộ  trong vòng 24 giờ từ trận đấu cuối cùng tại vòng bảng của họ.

## Bảng A

### Canada
Huấn luyện viên:  Octavio Zambrano
| Số | VT | Cầu thủ               | Ngày sinh (tuổi)            | Trận | Bàn | Câu lạc bộ             |
| -- | -- | --------------------- | --------------------------- | ---- | --- | ---------------------- |
| 1  | TM | Maxime Crépeau        | 11 tháng 4, 1994 (23 tuổi)  | 1    | 0   | Montreal Impact        |
| 2  | HV | Fraser Aird           | 2 tháng 2, 1995 (22 tuổi)   | 6    | 1   | Unattached             |
| 3  | HV | Manjrekar James       | 5 tháng 8, 1993 (23 tuổi)   | 11   | 2   | Vasas                  |
| 4  | HV | Sam Adekugbe          | 16 tháng 1, 1995 (22 tuổi)  | 3    | 0   | Vancouver Whitecaps FC |
| 5  | HV | Dejan Jakovic         | 16 tháng 7, 1985 (31 tuổi)  | 35   | 0   | New York Cosmos        |
| 6  | TV | Samuel Piette         | 12 tháng 11, 1994 (22 tuổi) | 31   | 0   | Izarra                 |
| 7  | TV | Russell Teibert       | 22 tháng 12, 1992 (24 tuổi) | 18   | 1   | Vancouver Whitecaps FC |
| 8  | TV | Scott Arfield         | 1 tháng 11, 1988 (28 tuổi)  | 7    | 0   | Burnley                |
| 9  | TĐ | Lucas Cavallini       | 28 tháng 12, 1992 (24 tuổi) | 3    | 0   | Peñarol                |
| 10 | TV | Junior Hoilett        | 5 tháng 6, 1990 (27 tuổi)   | 12   | 0   | Cardiff City           |
| 11 | TĐ | Tosaint Ricketts      | 6 tháng 8, 1987 (29 tuổi)   | 55   | 15  | Toronto FC             |
| 12 | TV | Alphonso Davies       | 2 tháng 11, 2000 (16 tuổi)  | 1    | 0   | Vancouver Whitecaps FC |
| 13 | TV | Raheem Edwards        | 17 tháng 7, 1995 (21 tuổi)  | 1    | 0   | Toronto FC             |
| 14 | TV | Mark-Anthony Kaye     | 2 tháng 12, 1994 (22 tuổi)  | 1    | 0   | Louisville City        |
| 15 | HV | Adam Straith          | 11 tháng 9, 1990 (26 tuổi)  | 43   | 0   | FC Edmonton            |
| 16 | TĐ | Anthony Jackson-Hamel | 3 tháng 8, 1993 (23 tuổi)   | 4    | 2   | Montreal Impact        |
| 17 | HV | Marcel de Jong        | 15 tháng 10, 1986 (30 tuổi) | 51   | 3   | Vancouver Whitecaps FC |
| 18 | TM | Milan Borjan          | 23 tháng 10, 1987 (29 tuổi) | 33   | 0   | Ludogorets Razgrad     |
| 19 | HV | Steven Vitória        | 11 tháng 1, 1987 (30 tuổi)  | 5    | 1   | Lechia Gdańsk          |
| 20 | TV | Patrice Bernier       | 23 tháng 9, 1979 (37 tuổi)  | 54   | 2   | Montreal Impact        |
| 21 | TV | Jonathan Osorio       | 12 tháng 6, 1992 (25 tuổi)  | 16   | 1   | Toronto FC             |
| 22 | TM | Jayson Leutwiler      | 25 tháng 4, 1989 (28 tuổi)  | 2    | 0   | Shrewsbury Town        |
| 23 | TV | Michael Petrasso      | 9 tháng 7, 1995 (21 tuổi)   | 2    | 0   | Queens Park Rangers    |
| 24 | TĐ | Cyle Larin            | 17 tháng 4, 1995 (22 tuổi)  | 20   | 5   | Orlando City           |

Ghi chú
1. ↑  Edwards được thay thế sau vòng bảng
2. ↑  Larin was introduced as an alternate player following the group stage

### Costa Rica
Huấn luyện viên: Óscar Ramírez
Rónald Matarrita rút khỏi đội vì chấn thương và được thay bởi Juan Pablo Vargas.
| Số | VT | Cầu thủ            | Ngày sinh (tuổi)            | Trận | Bàn | Câu lạc bộ             |
| -- | -- | ------------------ | --------------------------- | ---- | --- | ---------------------- |
| 1  | TM | Leonel Moreira     | 4 tháng 4, 1990 (27 tuổi)   | 6    | 0   | Herediano              |
| 2  | HV | Johnny Acosta      | 21 tháng 7, 1983 (33 tuổi)  | 56   | 2   | Herediano              |
| 3  | HV | Giancarlo González | 8 tháng 2, 1988 (29 tuổi)   | 56   | 2   | Bologna                |
| 4  | HV | Michael Umaña      | 16 tháng 7, 1982 (34 tuổi)  | 98   | 1   | Cartaginés             |
| 5  | HV | Kenner Gutiérrez   | 9 tháng 6, 1989 (28 tuổi)   | 2    | 0   | Alajuelense            |
| 6  | HV | José Salvatierra   | 10 tháng 10, 1989 (27 tuổi) | 30   | 0   | Alajuelense            |
| 7  | TĐ | David Ramírez      | 28 tháng 5, 1993 (24 tuổi)  | 12   | 3   | Saprissa               |
| 8  | HV | Bryan Oviedo       | 18 tháng 2, 1990 (27 tuổi)  | 33   | 1   | Sunderland             |
| 9  | TĐ | Ariel Rodríguez    | 27 tháng 9, 1989 (27 tuổi)  | 10   | 1   | Bangkok Glass          |
| 10 | TĐ | Bryan Ruiz         | 18 tháng 8, 1985 (31 tuổi)  | 97   | 22  | Sporting CP            |
| 11 | TV | Johan Venegas      | 27 tháng 11, 1988 (28 tuổi) | 36   | 8   | Minnesota United       |
| 12 | TĐ | Joel Campbell      | 26 tháng 6, 1992 (25 tuổi)  | 71   | 14  | Arsenal                |
| 13 | TV | Rodney Wallace     | 17 tháng 6, 1988 (29 tuổi)  | 19   | 3   | New York City FC       |
| 14 | TV | Randall Azofeifa   | 30 tháng 12, 1984 (32 tuổi) | 55   | 3   | Herediano              |
| 15 | HV | Francisco Calvo    | 8 tháng 7, 1992 (24 tuổi)   | 22   | 1   | Minnesota United       |
| 16 | HV | Cristian Gamboa    | 24 tháng 10, 1989 (27 tuổi) | 54   | 3   | Celtic                 |
| 17 | TV | Yeltsin Tejeda     | 17 tháng 3, 1992 (25 tuổi)  | 39   | 0   | Lausanne-Sport         |
| 18 | TM | Patrick Pemberton  | 24 tháng 4, 1982 (35 tuổi)  | 33   | 0   | Alajuelense            |
| 19 | TV | Ulises Segura      | 23 tháng 6, 1993 (24 tuổi)  | 3    | 0   | Saprissa               |
| 20 | TV | David Guzmán       | 18 tháng 2, 1990 (27 tuổi)  | 32   | 0   | Portland Timbers       |
| 21 | TĐ | Marco Ureña        | 5 tháng 3, 1990 (27 tuổi)   | 48   | 10  | San Jose Earthquakes   |
| 22 | HV | Juan Pablo Vargas  | 15 tháng 6, 1995 (22 tuổi)  | 1    | 0   | Herediano              |
| 23 | TM | Danny Carvajal     | 8 tháng 1, 1989 (28 tuổi)   | 2    | 0   | Albacete               |
| 24 | HV | Kendall Waston     | 1 tháng 1, 1988 (29 tuổi)   | 16   | 1   | Vancouver Whitecaps FC |
| 25 | TĐ | José Leitón        | 6 tháng 8, 1993 (23 tuổi)   | 0    | 0   | Herediano              |
| 26 | HV | Jhamir Ordain      | 29 tháng 7, 1993 (23 tuổi)  | 2    | 0   | Herediano              |
| 27 | TV | Jimmy Marín        | 8 tháng 10, 1997 (19 tuổi)  | 0    | 0   | Herediano              |

Ghi chú
1. ↑  Oviedo được thay thế sau vòng bảng
2. ↑  Venegas được thay thế sau vòng bảng
3. ↑  Campbell được thay thế sau vòng bảng
4. ↑  Gamboa được thay thế sau vòng bảng
5. ↑  Waston was introduced as an alternate player following the group stage
6. ↑  Leitón was introduced as an alternate player following the group stage
7. ↑  Ordain was introduced as an alternate player following the group stage
8. ↑  Marín was introduced as an alternate player following the group stage

### Guyane thuộc Pháp
Huấn luyện viên:  Marie-Rose Carême & Jaïr Karam
Florent Malouda bị CONCACAF xem xét là không hợp lệ.
| Số | VT | Cầu thủ                 | Ngày sinh (tuổi)           | Trận | Bàn | Câu lạc bộ            |
| -- | -- | ----------------------- | -------------------------- | ---- | --- | --------------------- |
| 1  | TM | Simon Lugier            | 2 tháng 8, 1989 (27 tuổi)  | 0    | 0   | Saint-Malo            |
| 2  | HV | Hugues Rosime           | 5 tháng 9, 1984 (32 tuổi)  | 0    | 0   | Matoury               |
| 3  | HV | Marvin Torvic           | 5 tháng 1, 1988 (29 tuổi)  | 26   | 1   | Campobasso            |
| 4  | TĐ | Rhudy Evens             | 13 tháng 2, 1988 (29 tuổi) | 38   | 5   | Matoury               |
| 5  | TV | Cédric Fabien           | 31 tháng 1, 1982 (35 tuổi) | 2    | 0   | Tarbes                |
| 6  | HV | Kévin Rimane            | 23 tháng 2, 1991 (26 tuổi) | 14   | 1   | Paris Saint-Germain B |
| 7  | HV | Anthony Soubervie       | 24 tháng 4, 1984 (33 tuổi) | 9    | 1   | Chambly               |
| 8  | HV | Jean-David Legrand      | 23 tháng 2, 1991 (26 tuổi) | 12   | 1   | Stade Bordelais       |
| 9  | TĐ | Arnold Abelinti         | 9 tháng 9, 1991 (25 tuổi)  | 3    | 2   | Drancy                |
| 10 | TV | Loïc Baal               | 28 tháng 1, 1992 (25 tuổi) | 8    | 0   | Belfort               |
| 11 | TĐ | Roy Contout             | 11 tháng 2, 1985 (32 tuổi) | 12   | 2   | Unattached            |
| 12 | TĐ | Mickaël Solvi           | 11 tháng 1, 1987 (30 tuổi) | 13   | 3   | Matoury               |
| 13 | TV | Miguel Haabo            | 1 tháng 9, 1990 (26 tuổi)  | 9    | 1   | Étoile Matoury        |
| 14 | HV | Grégory Lescot          | 10 tháng 5, 1989 (28 tuổi) | 10   | 0   | Chartres              |
| 15 | TV | Florent Malouda         | 13 tháng 6, 1980 (37 tuổi) | 2    | 0   | Delhi Dynamos         |
| 16 | TM | Jean-Banuel Petit-Homme | 15 tháng 8, 1990 (26 tuổi) | 0    | 0   | Matoury               |
| 17 | HV | Inrick Baal             | 10 tháng 2, 1992 (25 tuổi) | 3    | 0   | Cayenne               |
| 18 | TĐ | Sloan Privat            | 24 tháng 7, 1989 (27 tuổi) | 3    | 6   | Guingamp              |
| 19 | TĐ | Jules Haabo             | 3 tháng 9, 1993 (23 tuổi)  | 1    | 0   | Étoile Matoury        |
| 20 | TV | Marc Edwige             | 26 tháng 9, 1986 (30 tuổi) | 18   | 1   | Cayenne               |
| 21 | TĐ | Schaquille Dutard       | 21 tháng 9, 1996 (20 tuổi) | 3    | 1   | Tarbes                |
| 22 | TM | Donovan Léon            | 3 tháng 11, 1992 (24 tuổi) | 10   | 0   | Brest                 |
| 23 | TV | Ludovic Baal            | 24 tháng 5, 1986 (31 tuổi) | 10   | 3   | Rennes                |

### Honduras
Huấn luyện viên:  Jorge Luis Pinto
Anthony Lozano và Rony Martínez mặc dù nằm trong danh sách 23 người gửi cho CONCACAF, họ không đến Hoa Kỳ vì chấn thương.
| Số | VT | Cầu thủ           | Ngày sinh (tuổi)            | Trận | Bàn | Câu lạc bộ        |
| -- | -- | ----------------- | --------------------------- | ---- | --- | ----------------- |
| 1  | TM | Luis López        | 13 tháng 9, 1993 (23 tuổi)  | 6    | 0   | Real España       |
| 2  | HV | Félix Crisanto    | 9 tháng 9, 1990 (26 tuổi)   | 5    | 0   | Motagua           |
| 3  | HV | Maynor Figueroa   | 2 tháng 5, 1983 (34 tuổi)   | 136  | 4   | FC Dallas         |
| 4  | HV | Henry Figueroa    | 28 tháng 12, 1992 (24 tuổi) | 26   | 0   | Motagua           |
| 5  | HV | Ever Alvarado     | 30 tháng 11, 1992 (24 tuổi) | 14   | 1   | Olimpia           |
| 6  | TV | Bryan Acosta      | 24 tháng 11, 1993 (23 tuổi) | 34   | 3   | Real España       |
| 7  | TV | Carlos Discua     | 20 tháng 9, 1984 (32 tuổi)  | 29   | 2   | Motagua           |
| 8  | TV | Alfredo Mejía     | 3 tháng 4, 1990 (27 tuổi)   | 32   | 1   | Xanthi FC         |
| 9  | TĐ | Anthony Lozano    | 25 tháng 4, 1993 (24 tuổi)  | 22   | 7   | Tenerife          |
| 10 | TV | Alexander López   | 5 tháng 6, 1992 (25 tuổi)   | 9    | 0   | Olimpia           |
| 11 | TV | Rony Martínez     | 16 tháng 8, 1988 (28 tuổi)  | 15   | 2   | Baoding Rongda    |
| 12 | TĐ | Romell Quioto     | 9 tháng 8, 1991 (25 tuổi)   | 28   | 4   | Houston Dynamo    |
| 13 | TV | Sergio Peña       | 9 tháng 5, 1987 (30 tuổi)   | 0    | 0   | Real Sociedad     |
| 14 | TV | Boniek García     | 4 tháng 9, 1984 (32 tuổi)   | 117  | 3   | Houston Dynamo    |
| 15 | HV | Allans Vargas     | 25 tháng 9, 1993 (23 tuổi)  | 7    | 0   | Real España       |
| 16 | TĐ | Carlos Lanza      | 15 tháng 5, 1989 (28 tuổi)  | 0    | 0   | Juticalpa         |
| 17 | TĐ | Alberth Elis      | 12 tháng 2, 1996 (21 tuổi)  | 17   | 3   | Houston Dynamo    |
| 18 | TM | Ricardo Canales   | 30 tháng 5, 1982 (35 tuổi)  | 6    | 0   | Vida              |
| 19 | HV | Marcelo Pereira   | 27 tháng 5, 1995 (22 tuổi)  | 6    | 0   | Motagua           |
| 20 | TV | Jorge Claros      | 8 tháng 1, 1986 (31 tuổi)   | 77   | 3   | Real España       |
| 21 | HV | Brayan Beckeles   | 28 tháng 11, 1985 (31 tuổi) | 50   | 1   | Necaxa            |
| 22 | TM | Donis Escober     | 3 tháng 2, 1981 (36 tuổi)   | 57   | 0   | Olimpia           |
| 23 | HV | Carlos Sánchez    | 22 tháng 8, 1990 (26 tuổi)  | 1    | 0   | Honduras Progreso |
| 24 | TV | Michaell Chirinos | 17 tháng 6, 1995 (22 tuổi)  | 9    | 0   | Olimpia           |
| 25 | TĐ | Ángel Tejeda      | 1 tháng 6, 1991 (26 tuổi)   | 11   | 0   | Real España       |

Ghi chú
1. ↑  Lozano được thay thế sau vòng bảng
2. ↑  Martínez được thay thế sau vòng bảng
3. ↑  Chirinos was introduced as an alternate player following the group stage
4. ↑  Tejeda was introduced as an alternate player following the group stage

## Bảng B

### Martinique
Huấn luyện viên:  Jean-Marc Civault
| Số | VT | Cầu thủ               | Ngày sinh (tuổi)            | Trận | Bàn | Câu lạc bộ          |
| -- | -- | --------------------- | --------------------------- | ---- | --- | ------------------- |
| 1  | TM | Emmanuel Vermignon    | 20 tháng 1, 1989 (28 tuổi)  | 17   | 0   | Club Colonial       |
| 2  | HV | Nicolas Zaïre         | 7 tháng 12, 1986 (30 tuổi)  | 39   | 2   | Club Franciscain    |
| 3  | HV | Antoine Jean-Baptiste | 20 tháng 1, 1991 (26 tuổi)  | 11   | 1   | Villefranche        |
| 4  | HV | Florian Narcissot     | 20 tháng 5, 1991 (26 tuổi)  | 1    | 0   | Club Franciscain    |
| 5  | HV | Karl Vitulin          | 15 tháng 1, 1991 (26 tuổi)  | 34   | 2   | Samaritaine         |
| 6  | TV | Djénhael Maingé       | 18 tháng 2, 1992 (25 tuổi)  | 18   | 3   | Club Franciscain    |
| 7  | TĐ | Grégory Pastel        | 18 tháng 9, 1990 (26 tuổi)  | 12   | 3   | Rivière-Pilote      |
| 8  | HV | Jordy Delem           | 18 tháng 3, 1993 (24 tuổi)  | 32   | 5   | Seattle Sounders FC |
| 9  | TĐ | Anthony Angély        | 21 tháng 3, 1990 (27 tuổi)  | 18   | 2   | Châteaubriant       |
| 10 | TĐ | Steeven Langil        | 4 tháng 3, 1988 (29 tuổi)   | 6    | 4   | Legia Warsaw        |
| 11 | TĐ | Johan Audel           | 12 tháng 12, 1983 (33 tuổi) | 2    | 1   | Unattached          |
| 12 | TĐ | Yoann Arquin          | 15 tháng 4, 1988 (29 tuổi)  | 13   | 3   | Unattached          |
| 13 | TV | Christophe Jougon     | 10 tháng 7, 1995 (21 tuổi)  | 11   | 0   | Club Franciscain    |
| 14 | TV | Yann Thimon           | 1 tháng 1, 1990 (27 tuổi)   | 3    | 1   | Golden Lion         |
| 15 | HV | Gérald Dondon         | 4 tháng 10, 1986 (30 tuổi)  | 15   | 2   | Club Colonial       |
| 16 | TM | Loïc Chauvet          | 30 tháng 4, 1988 (29 tuổi)  | 9    | 0   | Case-Pilote         |
| 17 | TĐ | Kévin Parsemain       | 13 tháng 2, 1988 (29 tuổi)  | 41   | 27  | Golden Lion         |
| 18 | TV | Jean-Emmanuel Nédra   | 11 tháng 3, 1993 (24 tuổi)  | 15   | 0   | Aiglon              |
| 19 | TV | Daniel Hérelle        | 17 tháng 10, 1988 (28 tuổi) | 60   | 2   | Golden Lion         |
| 20 | TV | Stéphane Abaul        | 23 tháng 11, 1991 (25 tuổi) | 37   | 7   | Club Franciscain    |
| 21 | HV | Sébastien Crétinoir   | 12 tháng 2, 1986 (31 tuổi)  | 46   | 2   | Golden Lion         |
| 22 | TĐ | Johnny Marajo         | 21 tháng 10, 1993 (23 tuổi) | 5    | 0   | Club Franciscain    |
| 23 | TM | Kévin Olimpa          | 10 tháng 3, 1988 (29 tuổi)  | 13   | 0   | Unattached          |

### Nicaragua
Huấn luyện viên:  Henry Duarte
| Số | VT | Cầu thủ          | Ngày sinh (tuổi)            | Trận | Bàn | Câu lạc bộ          |
| -- | -- | ---------------- | --------------------------- | ---- | --- | ------------------- |
| 1  | TM | Justo Lorente    | 27 tháng 2, 1984 (33 tuổi)  | 19   | 0   | Real Estelí         |
| 2  | HV | Josué Quijano    | 10 tháng 3, 1991 (26 tuổi)  | 45   | 1   | Real Estelí         |
| 3  | HV | Manuel Rosas     | 14 tháng 10, 1983 (33 tuổi) | 31   | 2   | Real Estelí         |
| 4  | HV | Henry Niño       | 3 tháng 10, 1997 (19 tuổi)  | 0    | 0   | Diriangén           |
| 5  | HV | Erick Téllez     | 28 tháng 1, 1989 (28 tuổi)  | 24   | 0   | Diriangén           |
| 6  | HV | Luis Copete      | 12 tháng 2, 1989 (28 tuổi)  | 25   | 3   | Comerciantes Unidos |
| 7  | TĐ | Carlos Chavarría | 2 tháng 5, 1994 (23 tuổi)   | 22   | 5   | Real Estelí         |
| 8  | TV | Marlon López     | 2 tháng 11, 1992 (24 tuổi)  | 26   | 0   | Real Estelí         |
| 9  | TV | Daniel Cadena    | 9 tháng 2, 1987 (30 tuổi)   | 19   | 3   | Njarðvík            |
| 10 | TV | Luis Galeano     | 15 tháng 10, 1991 (25 tuổi) | 14   | 3   | Real Estelí         |
| 11 | TĐ | Juan Barrera     | 2 tháng 5, 1989 (28 tuổi)   | 42   | 10  | Comunicaciones      |
| 12 | TM | Diedrich Téllez  | 31 tháng 10, 1984 (32 tuổi) | 14   | 0   | Juventus Managua    |
| 13 | TV | Bryan García     | 25 tháng 5, 1995 (22 tuổi)  | 19   | 3   | Real Estelí         |
| 14 | TĐ | Eulises Pavón    | 6 tháng 1, 1993 (24 tuổi)   | 18   | 2   | Suchitepéquez       |
| 15 | TV | Bismarck Montiel | 5 tháng 3, 1995 (22 tuổi)   | 5    | 0   | Managua             |
| 16 | TV | Elvis Pinel      | 18 tháng 12, 1988 (28 tuổi) | 29   | 1   | Real Estelí         |
| 17 | HV | Bismarck Veliz   | 10 tháng 9, 1993 (23 tuổi)  | 10   | 0   | Trung Quốcndega     |
| 18 | TV | Maykel Montiel   | 27 tháng 1, 1990 (27 tuổi)  | 8    | 0   | UNAN Managua        |
| 19 | TV | Luis Peralta     | 12 tháng 10, 1988 (28 tuổi) | 18   | 1   | Walter Ferretti     |
| 20 | HV | Oscar López      | 27 tháng 2, 1992 (25 tuổi)  | 8    | 0   | Managua             |
| 21 | TĐ | Jorge García     | 27 tháng 8, 1998 (18 tuổi)  | 5    | 1   | Walter Ferretti     |
| 22 | HV | Cyril Errington  | 30 tháng 3, 1992 (25 tuổi)  | 7    | 0   | Real Estelí         |
| 23 | TM | Henry Maradiaga  | 5 tháng 2, 1990 (27 tuổi)   | 0    | 0   | Real Estelí         |

### Panama
Huấn luyện viên:  Hernán Darío Gómez
| Số | VT | Cầu thủ           | Ngày sinh (tuổi)            | Trận | Bàn | Câu lạc bộ             |
| -- | -- | ----------------- | --------------------------- | ---- | --- | ---------------------- |
| 1  | TM | Álex Rodríguez    | 8 tháng 5, 1990 (27 tuổi)   | 5    | 0   | San Francisco          |
| 2  | HV | Michael Murillo   | 11 tháng 2, 1996 (21 tuổi)  | 10   | 1   | New York Red Bulls     |
| 3  | HV | Ángel Patrick     | 27 tháng 2, 1992 (25 tuổi)  | 5    | 0   | Tapachula              |
| 4  | HV | Jan Carlos Vargas | 13 tháng 3, 1995 (22 tuổi)  | 4    | 0   | Tauro                  |
| 5  | HV | Fidel Escobar     | 9 tháng 1, 1995 (22 tuổi)   | 10   | 1   | Sporting San Miguelito |
| 6  | TV | Gabriel Gómez     | 29 tháng 5, 1984 (33 tuổi)  | 131  | 12  | Atlético Bucaramanga   |
| 7  | TĐ | Ricardo Clarke    | 27 tháng 9, 1992 (24 tuổi)  | 2    | 0   | Boavista               |
| 8  | TV | Édgar Bárcenas    | 23 tháng 10, 1993 (23 tuổi) | 17   | 0   | Tapachula              |
| 9  | TĐ | Gabriel Torres    | 31 tháng 10, 1988 (28 tuổi) | 59   | 10  | Lausanne-Sport         |
| 10 | TĐ | Ismael Díaz       | 12 tháng 5, 1997 (20 tuổi)  | 4    | 1   | Porto B                |
| 11 | TV | Armando Cooper    | 26 tháng 11, 1987 (29 tuổi) | 85   | 6   | Toronto FC             |
| 12 | TM | José Calderón     | 14 tháng 8, 1985 (31 tuổi)  | 23   | 0   | Real Cartagena         |
| 13 | HV | Roderick Miller   | 4 tháng 3, 1992 (25 tuổi)   | 21   | 0   | Atlético Nacional      |
| 14 | TV | Valentín Pimentel | 30 tháng 5, 1991 (26 tuổi)  | 18   | 1   | Plaza Amador           |
| 15 | HV | Erick Davis       | 31 tháng 3, 1991 (26 tuổi)  | 32   | 0   | Dunajská Streda        |
| 16 | TM | Orlando Mosquera  | 25 tháng 12, 1994 (22 tuổi) | 0    | 0   | Tauro                  |
| 17 | HV | Luis Ovalle       | 7 tháng 9, 1988 (28 tuổi)   | 15   | 0   | Zamora                 |
| 18 | TV | Miguel Camargo    | 9 tháng 5, 1993 (24 tuổi)   | 13   | 1   | New York City FC       |
| 19 | TV | Josiel Núñez      | 29 tháng 1, 1993 (24 tuổi)  | 9    | 1   | Plaza Amador           |
| 20 | TV | Aníbal Godoy      | 10 tháng 2, 1990 (27 tuổi)  | 75   | 1   | San Jose Earthquakes   |
| 21 | TV | Leslie Heráldez   | 30 tháng 3, 1993 (24 tuổi)  | 0    | 0   | Árabe Unido            |
| 22 | TĐ | Abdiel Arroyo     | 13 tháng 12, 1993 (23 tuổi) | 26   | 3   | Danubio                |
| 23 | HV | Roberto Chen      | 24 tháng 5, 1994 (23 tuổi)  | 17   | 1   | Árabe Unido            |

### Hoa Kỳ
Huấn luyện viên: Bruce Arena
Kenny Saief rút khỏi đội bóng vì chấn thương và được thay thế bởi Chris Pontius.
| Số | VT | Cầu thủ          | Ngày sinh (tuổi)            | Trận | Bàn | Câu lạc bộ           |
| -- | -- | ---------------- | --------------------------- | ---- | --- | -------------------- |
| 1  | TM | Brad Guzan       | 9 tháng 9, 1984 (32 tuổi)   | 55   | 0   | Atlanta United       |
| 2  | HV | Jorge Villafaña  | 16 tháng 9, 1989 (27 tuổi)  | 7    | 0   | Santos Laguna        |
| 3  | HV | Omar Gonzalez    | 11 tháng 10, 1988 (28 tuổi) | 40   | 1   | Pachuca              |
| 4  | HV | Matt Miazga      | 19 tháng 7, 1995 (21 tuổi)  | 2    | 0   | Chelsea              |
| 5  | HV | Matt Besler      | 11 tháng 2, 1987 (30 tuổi)  | 40   | 1   | Sporting Kansas City |
| 6  | TV | Kelyn Rowe       | 2 tháng 12, 1991 (25 tuổi)  | 1    | 0   | New Anh Revolution   |
| 7  | TV | Chris Pontius    | 12 tháng 5, 1987 (30 tuổi)  | 2    | 0   | Philadelphia Union   |
| 8  | TĐ | Jordan Morris    | 26 tháng 10, 1994 (22 tuổi) | 16   | 2   | Seattle Sounders FC  |
| 9  | TV | Gyasi Zardes     | 2 tháng 9, 1991 (25 tuổi)   | 32   | 6   | LA Galaxy            |
| 10 | TV | Joe Corona       | 9 tháng 7, 1990 (26 tuổi)   | 18   | 2   | Tijuana              |
| 11 | TV | Alejandro Bedoya | 29 tháng 4, 1987 (30 tuổi)  | 61   | 2   | Philadelphia Union   |
| 12 | TM | Bill Hamid       | 25 tháng 11, 1990 (26 tuổi) | 2    | 0   | D.C. United          |
| 13 | TV | Dax McCarty      | 20 tháng 4, 1987 (30 tuổi)  | 7    | 0   | Chicago Fire         |
| 14 | TĐ | Dom Dwyer        | 30 tháng 7, 1990 (26 tuổi)  | 1    | 1   | Sporting Kansas City |
| 15 | HV | Eric Lichaj      | 17 tháng 11, 1988 (28 tuổi) | 11   | 0   | Nottingham Forest    |
| 16 | HV | Justin Morrow    | 4 tháng 10, 1987 (29 tuổi)  | 1    | 0   | Toronto FC           |
| 17 | TV | Cristian Roldan  | 3 tháng 6, 1995 (22 tuổi)   | 0    | 0   | Seattle Sounders FC  |
| 18 | TĐ | Juan Agudelo     | 23 tháng 11, 1992 (24 tuổi) | 23   | 3   | New Anh Revolution   |
| 19 | HV | Graham Zusi      | 18 tháng 8, 1986 (30 tuổi)  | 49   | 5   | Sporting Kansas City |
| 20 | TV | Paul Arriola     | 5 tháng 2, 1995 (22 tuổi)   | 6    | 2   | Tijuana              |
| 21 | HV | Matt Hedges      | 1 tháng 4, 1990 (27 tuổi)   | 3    | 0   | FC Dallas            |
| 22 | TM | Sean Johnson     | 31 tháng 5, 1989 (28 tuổi)  | 5    | 0   | New York City FC     |
| 23 | TV | Kellyn Acosta    | 24 tháng 7, 1995 (21 tuổi)  | 9    | 1   | FC Dallas            |
| 24 | TM | Tim Howard       | 6 tháng 3, 1979 (38 tuổi)   | 115  | 0   | Colorado Rapids      |
| 25 | TV | Darlington Nagbe | 19 tháng 7, 1990 (26 tuổi)  | 17   | 1   | Portland Timbers     |
| 26 | TV | Michael Bradley  | 31 tháng 7, 1987 (29 tuổi)  | 133  | 17  | Toronto FC           |
| 27 | TĐ | Jozy Altidore    | 6 tháng 11, 1989 (27 tuổi)  | 104  | 37  | Toronto FC           |
| 28 | TĐ | Clint Dempsey    | 9 tháng 3, 1983 (34 tuổi)   | 134  | 56  | Seattle Sounders FC  |
| 29 | TM | Jesse González   | 25 tháng 5, 1995 (22 tuổi)  | 0    | 0   | FC Dallas            |

Ghi chú
1. ↑  Guzan được thay thế sau vòng bảng
2. ↑  Rowe được thay thế sau vòng bảng
3. ↑  Bedoya được thay thế sau vòng bảng
4. ↑  Dwyer được thay thế sau vòng bảng
5. ↑  Roldan được thay thế sau vòng bảng
6. ↑  Johnson được thay thế sau vòng bảng
7. ↑  Howard was introduced as an alternate player following the group stage
8. ↑  Nagbe was introduced as an alternate player following the group stage
9. ↑  Bradley was introduced as an alternate player following the group stage
10. ↑  Altidore was introduced as an alternate player following the group stage
11. ↑  Dempsey was introduced as an alternate player following the group stage
12. ↑  González was introduced as an alternate player following the group stage

## Bảng C

### Curaçao
Huấn luyện viên:  Remko Bicentini
| Số | VT | Cầu thủ                | Ngày sinh (tuổi)            | Trận | Bàn | Câu lạc bộ          |
| -- | -- | ---------------------- | --------------------------- | ---- | --- | ------------------- |
| 1  | TM | Eloy Room              | 6 tháng 2, 1989 (28 tuổi)   | 12   | 0   | Vitesse             |
| 2  | HV | Dustley Mulder         | 27 tháng 1, 1985 (32 tuổi)  | 12   | 0   | Unattached          |
| 3  | HV | Cuco Martina           | 25 tháng 9, 1989 (27 tuổi)  | 24   | 0   | Unattached          |
| 4  | HV | Darryl Lachman         | 11 tháng 11, 1989 (27 tuổi) | 10   | 1   | Willem II           |
| 5  | HV | Quentin Jakoba         | 19 tháng 12, 1987 (29 tuổi) | 2    | 0   | Kozakken Boys       |
| 6  | TV | Quenten Martinus       | 7 tháng 3, 1991 (26 tuổi)   | 3    | 0   | Yokohama F. Marinos |
| 7  | TV | Leandro Bacuna         | 21 tháng 8, 1991 (25 tuổi)  | 6    | 4   | Aston Villa         |
| 8  | TV | Jarchinio Antonia      | 27 tháng 12, 1990           | 10   | 0   | Go Ahead Eagles     |
| 9  | TĐ | Gino van Kessel        | 9 tháng 3, 1993 (24 tuổi)   | 10   | 7   | Slavia Prague       |
| 10 | TV | Kemy Agustien          | 20 tháng 8, 1986 (30 tuổi)  | 10   | 0   | Global Cebu         |
| 11 | TV | Gevaro Nepomuceno      | 10 tháng 11, 1992           | 26   | 4   | C.S. Marítimo       |
| 12 | HV | Shanon Carmelia        | 20 tháng 3, 1989 (28 tuổi)  | 26   | 2   | IJsselmeervogels    |
| 13 | HV | Juriën Gaari           | 23 tháng 12, 1993 (23 tuổi) | 2    | 0   | Kozakken Boys       |
| 14 | TV | Ashar Bernardus        | 21 tháng 12, 1985 (31 tuổi) | 13   | 0   | Centro Dominguito   |
| 15 | HV | Doriano Kortstam       | 7 tháng 7, 1994 (23 tuổi)   | 1    | 0   | Achilles '29        |
| 16 | TV | Michaël Maria          | 31 tháng 1, 1995 (22 tuổi)  | 8    | 0   | Erzgebirge Aue      |
| 17 | HV | Gillian Justiana       | 5 tháng 3, 1991 (26 tuổi)   | 9    | 0   | Helmond Sport       |
| 18 | TĐ | Elson Hooi             | 1 tháng 10, 1991            | 7    | 2   | Vendsyssel FF       |
| 19 | TĐ | Rangelo Janga          | 16 tháng 4, 1992 (25 tuổi)  | 3    | 2   | Trenčín             |
| 20 | TĐ | Felitciano Zschusschen | 24 tháng 1, 1992 (25 tuổi)  | 9    | 8   | 1. FC Saarbrücken   |
| 21 | HV | Ayrton Statie          | 22 tháng 7, 1994            | 5    | 0   | Oss                 |
| 22 | TM | Jarzinho Pieter        | 11 tháng 11, 1987 (29 tuổi) | 12   | 0   | Centro Dominguito   |
| 23 | TM | Rowendy Sumter         | 19 tháng 3, 1988 (29 tuổi)  | 7    | 0   | Scherpenheuvel      |

### El Salvador
Huấn luyện viên:  Eduardo Lara
Irvin Herrera rút khỏi đội bóng vì chấn thương và được thay thế bởi Edwin Sanchez.
| Số | VT | Cầu thủ           | Ngày sinh (tuổi)            | Trận | Bàn | Câu lạc bộ           |
| -- | -- | ----------------- | --------------------------- | ---- | --- | -------------------- |
| 1  | TM | Óscar Arroyo      | 28 tháng 1, 1990 (27 tuổi)  | 5    | 0   | Alianza              |
| 2  | HV | Milton Molina     | 2 tháng 2, 1989 (28 tuổi)   | 28   | 0   | Isidro Metapán       |
| 3  | HV | Roberto Domínguez | 9 tháng 5, 1997 (20 tuổi)   | 10   | 0   | Santa Tecla          |
| 4  | HV | Henry Romero      | 17 tháng 9, 1991 (25 tuổi)  | 19   | 1   | Alianza              |
| 5  | HV | Iván Mancía       | 1 tháng 5, 1989 (28 tuổi)   | 6    | 0   | Alianza              |
| 6  | TV | Richard Menjívar  | 31 tháng 10, 1990 (26 tuổi) | 36   | 1   | New York Cosmos      |
| 7  | TV | Darwin Cerén      | 31 tháng 12, 1989 (27 tuổi) | 41   | 2   | San Jose Earthquakes |
| 8  | TV | Denis Pineda      | 10 tháng 8, 1995 (21 tuổi)  | 11   | 1   | Santa Clara          |
| 9  | TĐ | Nelson Bonilla    | 11 tháng 9, 1990 (26 tuổi)  | 33   | 10  | Gazişehir Gaziantep  |
| 10 | TV | Gerson Mayen      | 9 tháng 2, 1989 (28 tuổi)   | 23   | 1   | Santa Tecla          |
| 11 | TĐ | Rodolfo Zelaya    | 3 tháng 7, 1988 (29 tuổi)   | 41   | 19  | Alianza              |
| 12 | TV | Narciso Orellana  | 28 tháng 1, 1995 (22 tuổi)  | 9    | 0   | Alianza              |
| 13 | HV | Alexander Larín   | 27 tháng 6, 1992 (25 tuổi)  | 44   | 4   | Juárez               |
| 14 | TV | Andrés Flores     | 31 tháng 8, 1990 (26 tuổi)  | 57   | 0   | New York Cosmos      |
| 15 | TV | Junior Burgos     | 14 tháng 8, 1988 (28 tuổi)  | 7    | 1   | Reno 1868            |
| 16 | TV | Óscar Cerén       | 26 tháng 10, 1991 (25 tuổi) | 15   | 1   | Alianza              |
| 17 | TV | Victor García     | 15 tháng 6, 1995 (22 tuổi)  | 1    | 0   | Águila               |
| 18 | TM | Derby Carrillo    | 19 tháng 9, 1987 (29 tuổi)  | 14   | 0   | ÍBV                  |
| 19 | TĐ | Edwin Sánchez     | 21 tháng 2, 1990 (27 tuổi)  | 16   | 2   | Águila               |
| 20 | TĐ | Harold Alas       | 19 tháng 9, 1989 (27 tuổi)  | 1    | 0   | Santa Tecla          |
| 21 | HV | Bryan Tamacas     | 21 tháng 2, 1995 (22 tuổi)  | 9    | 0   | Santa Tecla          |
| 22 | TM | Benji Villalobos  | 15 tháng 7, 1988 (28 tuổi)  | 13   | 0   | Águila               |
| 23 | HV | Ruben Marroquín   | 10 tháng 5, 1992 (25 tuổi)  | 0    | 0   | Alianza              |

### Jamaica
Huấn luyện viên: Theodore Whitmore
Dever Orgill rút khỏi đội bóng vì chấn thương và được thay thế bởi Shaun Francis
| Số | VT | Cầu thủ          | Ngày sinh (tuổi)            | Trận | Bàn | Câu lạc bộ             |
| -- | -- | ---------------- | --------------------------- | ---- | --- | ---------------------- |
| 1  | TM | Andre Blake      | 21 tháng 11, 1990 (26 tuổi) | 23   | 0   | Philadelphia Union     |
| 2  | HV | Rosario Harriott | 26 tháng 9, 1989 (27 tuổi)  | 6    | 0   | Harbour View           |
| 3  | HV | Damion Lowe      | 5 tháng 5, 1993 (24 tuổi)   | 4    | 1   | Tampa Bay Rowdies      |
| 4  | HV | Ladale Richie    | 31 tháng 5, 1988 (29 tuổi)  | 3    | 0   | Montego Bay United     |
| 5  | HV | Alvas Powell     | 18 tháng 7, 1994 (22 tuổi)  | 27   | 2   | Portland Timbers       |
| 6  | HV | Sergio Campbell  | 16 tháng 1, 1992 (25 tuổi)  | 3    | 0   | Pittsburgh Riverhounds |
| 7  | TĐ | Shaun Francis    | 2 tháng 10, 1986 (30 tuổi)  | 10   | 2   | San Jose Earthquakes   |
| 8  | HV | Oniel Fisher     | 22 tháng 11, 1991 (25 tuổi) | 5    | 0   | Seattle Sounders FC    |
| 9  | TV | Ewan Grandison   | 28 tháng 1, 1991 (26 tuổi)  | 5    | 0   | Portmore United        |
| 10 | TĐ | Darren Mattocks  | 2 tháng 6, 1990 (27 tuổi)   | 36   | 12  | Portland Timbers       |
| 11 | TĐ | Cory Burke       | 28 tháng 12, 1991 (25 tuổi) | 5    | 2   | Bethlehem Steel        |
| 12 | TV | Michael Binns    | 12 tháng 8, 1988 (28 tuổi)  | 8    | 0   | Portmore United        |
| 13 | TM | Dwayne Miller    | 14 tháng 7, 1987 (29 tuổi)  | 38   | 0   | Syrianska              |
| 14 | TĐ | Shamar Nicholson | 16 tháng 3, 1997 (20 tuổi)  | 2    | 0   | Boys' Town             |
| 15 | TV | Je-Vaughn Watson | 22 tháng 10, 1983 (33 tuổi) | 63   | 3   | New Anh Revolution     |
| 16 | TĐ | Jermaine Johnson | 25 tháng 6, 1980 (37 tuổi)  | 68   | 9   | Tivoli Gardens         |
| 17 | TV | Kevon Lambert    | 22 tháng 3, 1997 (20 tuổi)  | 1    | 0   | Montego Bay United     |
| 18 | TV | Owayne Gordon    | 8 tháng 10, 1991 (25 tuổi)  | 5    | 0   | Montego Bay United     |
| 19 | TV | Ricardo Morris   | 11 tháng 2, 1992 (25 tuổi)  | 3    | 0   | Portmore United        |
| 20 | HV | Kemar Lawrence   | 17 tháng 9, 1992 (24 tuổi)  | 36   | 2   | New York Red Bulls     |
| 21 | HV | Jermaine Taylor  | 14 tháng 1, 1985 (32 tuổi)  | 91   | 0   | Minnesota United       |
| 22 | TĐ | Romario Williams | 15 tháng 8, 1994 (22 tuổi)  | 3    | 0   | Charleston Battery     |
| 23 | TM | Damion Hyatt     | 23 tháng 12, 1985 (31 tuổi) | 0    | 0   | Arnett Gardens         |

### Mexico
Huấn luyện viên:  Luis Pompilio Páez
Alan Pulido rút khỏi đội bóng vì chấn thương và được thay thế bởi Erick Torres
| Số | VT | Cầu thủ              | Ngày sinh (tuổi)            | Trận | Bàn | Câu lạc bộ     |
| -- | -- | -------------------- | --------------------------- | ---- | --- | -------------- |
| 1  | TM | José de Jesús Corona | 26 tháng 1, 1981 (36 tuổi)  | 44   | 0   | Cruz Azul      |
| 2  | HV | Luis Rodríguez       | 21 tháng 1, 1991 (26 tuổi)  | 3    | 0   | UANL           |
| 3  | HV | Jair Pereira         | 7 tháng 7, 1986 (31 tuổi)   | 3    | 0   | Guadalajara    |
| 4  | HV | Hugo Ayala           | 31 tháng 3, 1987 (30 tuổi)  | 31   | 0   | UANL           |
| 5  | TV | Jesús Molina         | 29 tháng 3, 1988 (29 tuổi)  | 24   | 0   | Monterrey      |
| 6  | HV | Edson Álvarez        | 24 tháng 10, 1997 (19 tuổi) | 1    | 0   | América        |
| 7  | TV | Orbelín Pineda       | 24 tháng 3, 1996 (21 tuổi)  | 9    | 0   | Guadalajara    |
| 8  | TV | Érick Gutiérrez      | 15 tháng 6, 1995 (22 tuổi)  | 4    | 0   | Pachuca        |
| 9  | TĐ | Erick Torres         | 19 tháng 1, 1993 (24 tuổi)  | 4    | 1   | Houston Dynamo |
| 10 | TĐ | Martín Barragán      | 14 tháng 7, 1991 (25 tuổi)  | 2    | 0   | Necaxa         |
| 11 | TV | Elías Hernández      | 29 tháng 4, 1988 (29 tuổi)  | 16   | 3   | León           |
| 12 | TM | Miguel Fraga         | 3 tháng 9, 1987 (29 tuổi)   | 0    | 0   | Atlas          |
| 13 | HV | César Montes         | 24 tháng 2, 1997 (20 tuổi)  | 0    | 0   | Monterrey      |
| 14 | HV | Hedgardo Marín       | 21 tháng 2, 1993 (24 tuổi)  | 4    | 0   | Guadalajara    |
| 15 | TV | Rodolfo Pizarro      | 15 tháng 2, 1994 (23 tuổi)  | 8    | 2   | Guadalajara    |
| 16 | TV | Jorge Hernández      | 10 tháng 6, 1989 (28 tuổi)  | 2    | 0   | Pachuca        |
| 17 | HV | Raúl López           | 23 tháng 2, 1993 (24 tuổi)  | 4    | 0   | Pachuca        |
| 18 | TV | Jesús Gallardo       | 14 tháng 8, 1994 (22 tuổi)  | 9    | 0   | UNAM           |
| 19 | TĐ | Ángel Sepúlveda      | 15 tháng 2, 1991 (26 tuổi)  | 4    | 1   | Morelia        |
| 20 | TV | Jesús Dueñas         | 16 tháng 3, 1989 (28 tuổi)  | 19   | 1   | UANL           |
| 21 | HV | Luis Reyes           | 3 tháng 4, 1991 (26 tuổi)   | 6    | 0   | Atlas          |
| 22 | HV | Alejandro Mayorga    | 29 tháng 5, 1997 (20 tuổi)  | 0    | 0   | Guadalajara    |
| 23 | TM | Moisés Muñoz         | 1 tháng 2, 1980 (37 tuổi)   | 18   | 0   | Puebla         |

## Đại diện cầu thủ

### Theo câu lạc bộ
| Cầu thủ | Câu lạc bộ |
| ------- | --- |
| 10      | Real Estelí |
| 7       | Toronto FC Alianza |
| 6       | Club Franciscain |
| 5       | Vancouver Whitecaps FC Real España Guadalajara Seattle Sounders FC |
| 4       | Santa Tecla Motagua Olimpia Golden Lion Pachuca FC Dallas Houston Dynamo Portland Timbers San Jose Earthquakes |
| 3       | Montreal Impact Alajuelense Águila Montego Bay United Portmore United UANL Minnesota United New Anh Revolution New York City FC New York Cosmos Philadelphia Union Sporting Kansas City |
| 2       | Saprissa Centro Dominguito Tarbes Cayenne Matoury Club Colonial Atlas Monterrey Necaxa Tapachula Tijuana Kozakken Boys Diriangén Managua Walter Ferretti Árabe Unido Plaza Amador Tauro Lausanne-Sport New York Red Bulls |
| 1       | Ludogorets Razgrad FC Edmonton Baoding Yingli Yitong Atlético Bucaramanga Atlético Nacional Real Cartagena Cartaginés Scherpenheuvel Slavia Prague Vendsyssel FF Isidro Metapán Arsenal Aston Villa Burnley Chelsea Nottingham Forest Queens Park Rangers Shrewsbury Town Sunderland Belfort Brest Chambly Châteaubriant Chartres Drancy Guingamp Paris Saint-Germain B Rennes Saint-Malo Stade Bordelais Villefranche Black Stars Étoile Matoury Le Geldar Montjoly Erzgebirge Aue 1. FC Saarbrücken Xanthi FC Comunicaciones Suchitepéquez Honduras Progreso Juticalpa Real Sociedad Vida Vasas ÍBV Njarðvík Delhi Dynamos Bologna Campobasso Arnett Gardens Boys' Town Harbour View Tivoli Gardens Yokohama F. Marinos Aiglon Case-Pilote Rivière-Pilote Samaritaine América Cruz Azul Juárez León Morelia Puebla Santos Laguna UNAM Achilles '29 Go Ahead Eagles Helmond Sport IJsselmeervogels Oss Vitesse Willem II Trung Quốcndega Juventus Managua UNAN Managua San Francisco Sporting San Miguelito Comerciantes Unidos Global Cebu Lechia Gdańsk Legia Warsaw Boavista Marítimo Porto B Santa Clara Sporting CP Celtic Albacete Izarra Tenerife Dunajská Streda Trenčín Syrianska Bangkok Glass Gazişehir Gaziantep Atlanta United Bethlehem Steel Charleston Battery Chicago Fire Colorado Rapids D.C. United LA Galaxy Louisville City Orlando City Pittsburgh Riverhounds Reno 1868 Tampa Bay Rowdies Danubio Peñarol Zamora FC Cardiff City |

### Theo quốc gia của câu lạc bộ
| Cầu thủ | Câu lạc bộ |
| ------- | --- |
| 53      | Hoa Kỳ |
| 30      | México |
| 19      | Nicaragua |
| 17      | Honduras |
| 16      | Canada, Martinique |
| 15      | El Salvador |
| 14      | Pháp |
| 13      | Costa Rica |
| 10      | Jamaica |
| 9       | Hà Lan |
| 8       | Anh, Guyane thuộc Pháp, Panama |
| 5       | Bồ Đào Nha |
| 3       | Colombia, Curaçao, Tây Ban Nha |
| 2       | Đức, Guatemala, Iceland, Ý, Ba Lan, Slovakia, Thụy Sĩ, Uruguay                                                                                                   |
| 1       | Bulgaria, Trung Quốc, Czech Republic, Đan Mạch, Hi Lạp, Hungary, Ấn Độ, Nhật Bản, Peru, Philippines, Scotland, Thụy Điển, Thái Lan, Thổ Nhĩ Kỳ, Venezuela, Wales |

Quốc gia hay vùng lãnh thổ in nghiêng không được đại diện bởi đội tuyển quốc gia của họ trong giải đấu.